# George Holyoake
George Jacob Holyoake (ur. 13 kwietnia 1817 w Birmingham, zm. 22 stycznia 1906 w Brighton) – angielski sekularysta oraz socjalista. Od niego pochodzą terminy „sekularyzm” oraz „jingoizm”.